# Ga Nokdong
Ga Nokdong là ga đường sắt trên Tàu điện ngầm Gwangju tuyến 1 ở Nokdong, Hàn Quốc.

## Hình ảnh

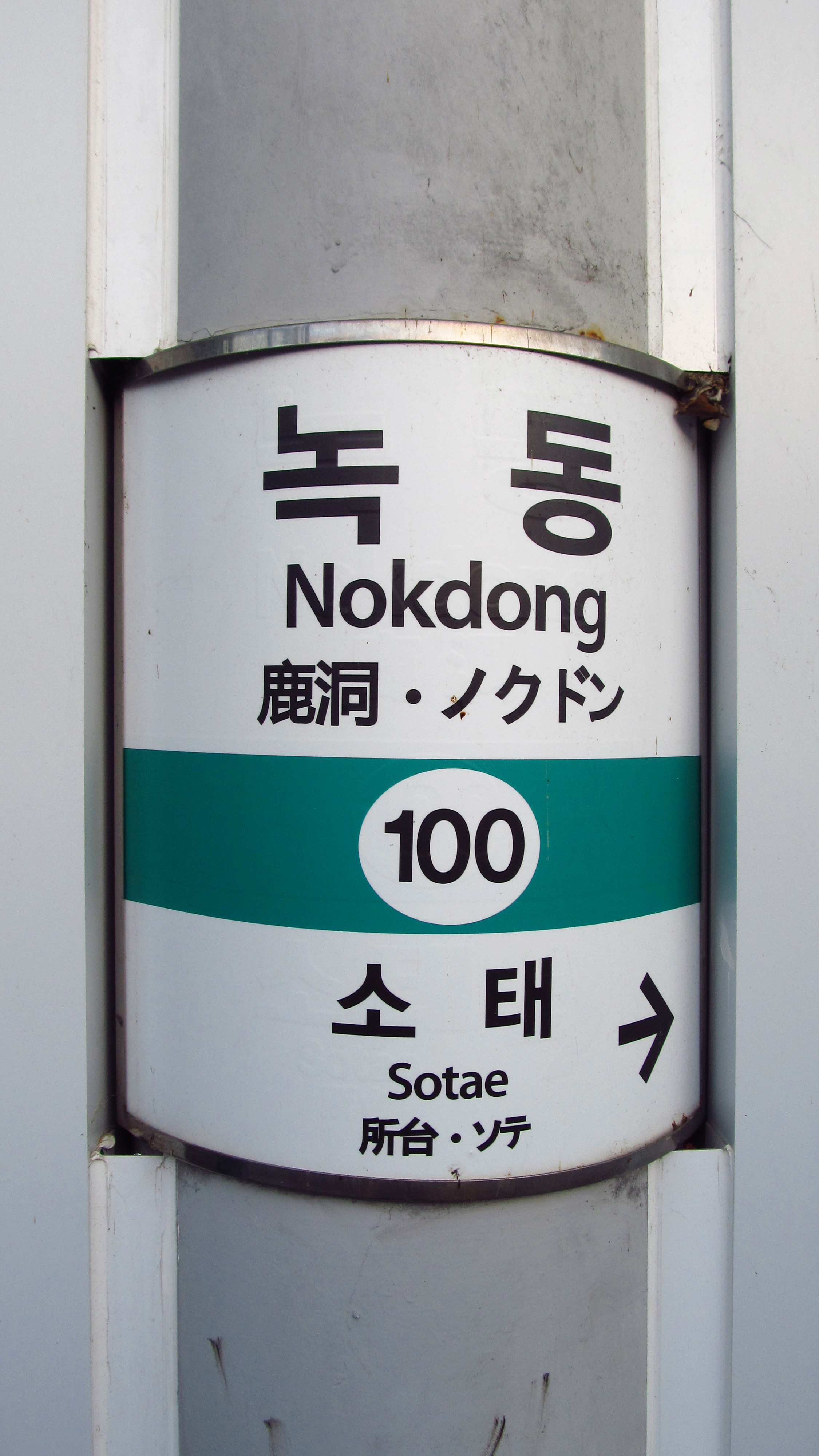
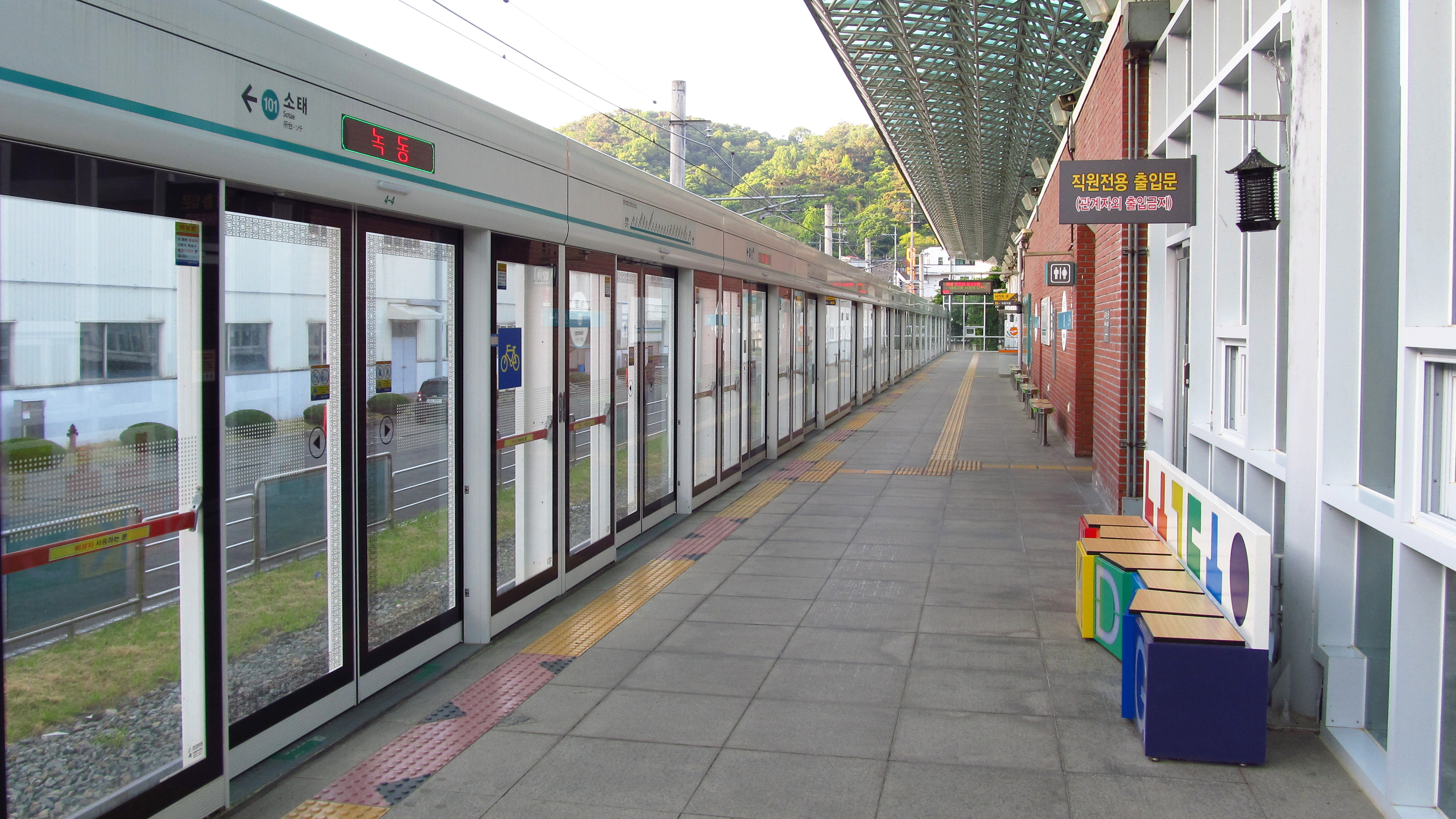
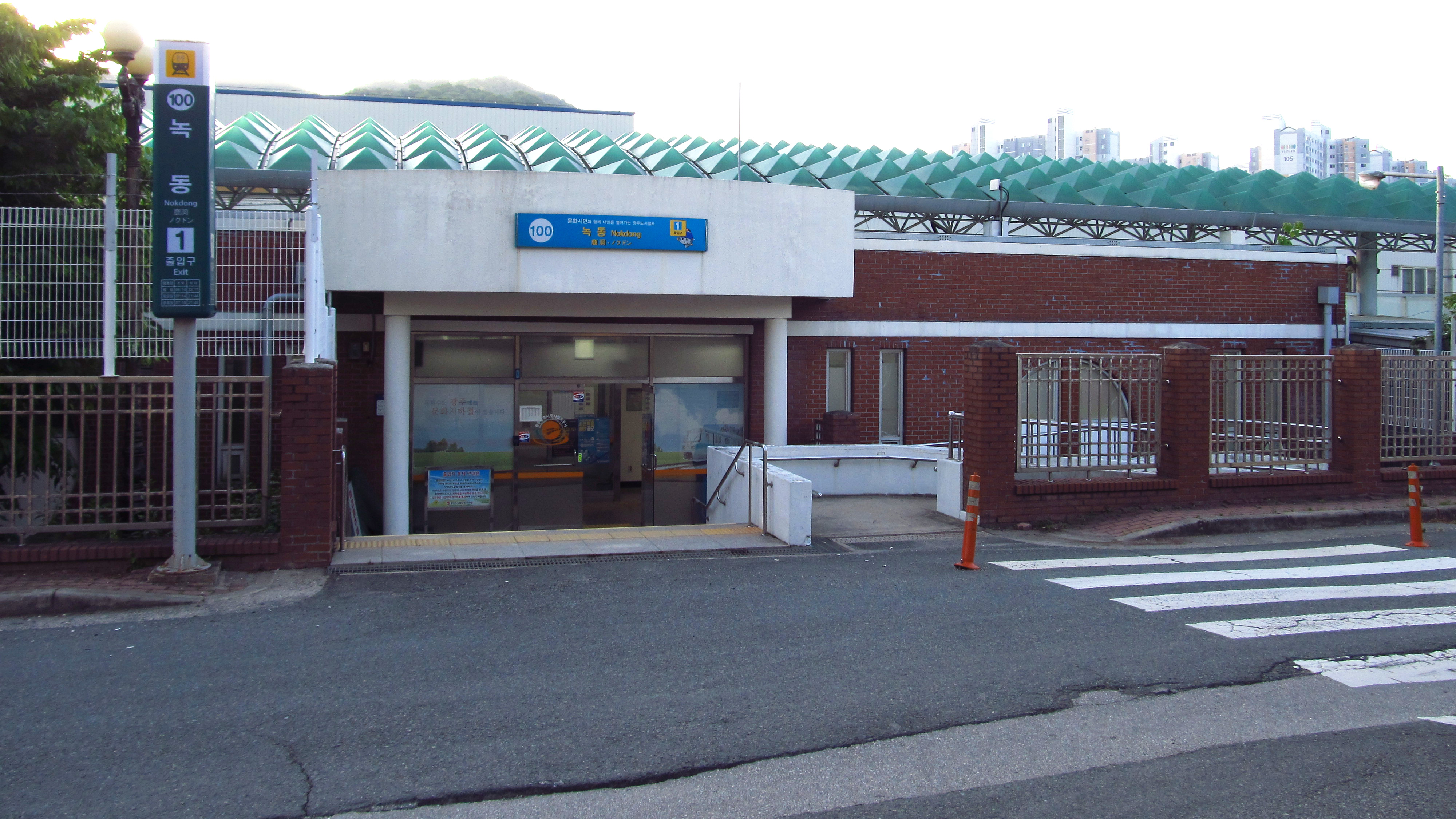

## Bố trí ga
| G        | Đường đi                       | Lối thoát                                      |
| L1       | Hành lang                      | Cổng soát vé, máy bán vé, trung tâm điều khiển |
| Ke ga L1 | Ke ga, cửa sẽ mở phía bên phải | Ke ga, cửa sẽ mở phía bên phải                 |
| Ke ga L1 | Hướng Bắc                      | → Tuyến 1 hướng đi Pyeongdong (Sotae) →        |